# Ponto aderente
Nota: se você tem dificuldade com os símbolos matemáticos, veja Tabela de símbolos matemáticos.
Em Matemática, ponto aderente de um conjunto X é definido como todo ponto a que é limite de uma sequência de pontos {\displaystyle x_{n}\in X\subseteq \mathbb {R} }. Ou, o que é equivalente, o ponto a é aderente ao conjunto X se, e somente se, para todo intervalo aberto I de centro a tem-se {\displaystyle I\cap X\neq \varnothing } (lê-se: existe intersecção entre os conjuntos I e X).
Todo ponto {\displaystyle a\in X} é aderente a X: basta tomar a sequência de pontos {\displaystyle x_{n}=a}. Mas pode-se ter um ponto a aderente a X sem que este ponto pertença ao conjunto X.

## Factos
- Um ponto aderente pode não pertencer ao conjunto, por exemplo, o conjunto {\displaystyle X:=\left\{1/n\right\}_{n=1}^{\infty }\,} possui 0 como ponto aderente, mas 0 não pertence a X.
- um fecho do conjunto X é o conjunto {\displaystyle {\overline {X}}} formado pelos pontos aderentes a X.[3]
- Dados dois conjuntos X e Y quaisquer, {\displaystyle X\subseteq Y\Rightarrow {\overline {X}}\subseteq {\overline {Y}}}  (lê-se: se X está contido em Y, então o fecho do conjunto X está contido no fecho do conjunto Y).[3] Note-se que um conjunto pode ser subconjunto próprio de outro, mas seus fechos serem idênticos: {\displaystyle (0,1)\subset [0,1)\,}, mas {\displaystyle {\overline {(0,1)}}={\overline {[0,1)}}=[0,1]\,}
- um conjunto {\displaystyle X\subseteq \mathbb {R} } é fechado se, e somente se, todo ponto aderente a X pertence a X, ou seja, se {\displaystyle X={\overline {X}}}.[3]